# استووا
استووا (انگلیسی: Stowa) شرکت کالای لوکس آلمانی است، که در سال ۱۹۲۷ تأسیس شد.